# Ismaʿil II di Granada
Abū l-Walīd Ismāʿīl II ibn Yūsuf (in arabo أبو الوليد إسماعيل بن يوسف‎?; Alhambra, 2 ottobre 1338 – Alhambra, 24 giugno 1360) è stato il nono sultano nasride del Sultanato di Granada.
Secondo figlio di Yūsuf I, salì al trono dopo aver spodestato il fratello Muḥammad V al-Ghānī bi-llāh. Venne assassinato dal cognato Muḥammad VI, che inizialmente lo aveva sostenuto nel suo colpo di Stato.

## Biografia

Il blasone della casata, col motto che recita "Wa lā ghālib illā Allāh", ossia: "Non c'è vincitore se non Iddio".

Ismāʿīl II era il primogenito della seconda moglie di Yūsuf I, Maryam, nato nove mesi dopo il suo fratellastro Muḥammad V, il 2 ottobre 1338. Cospirò assieme alla madre, alla sorella, e suo marito, il futuro Muḥammad VI, riuscendo a prendere il potere: nell'agosto del 1359 con un centinaio di cospiratori che scalarono le mura dell'Alhambra, cogliendo di sorpresa le guardie e uccidendo il vizir Abū al-Nur Radwan, prendendo il controllo del palazzo e costringendo il fratellastro di Ismāʿīl II, il legittimo sovrano Muḥammad V, a fuggire con la famiglia a Guadix, da dove raggiunse via mare il Marocco, dove ottenne asilo e protezione da parte dei Merinidi.
Ismāʿīl II mantenne il potere per meno di un anno. Con suo fratello Qays venne assassinato il 24 giugno del 1360 in una prigione dell'Alhambra, per ordine del loro cognato Muḥammad VI, che salì al potere.